# Lista de prêmios e indicações recebidos por Carrie Underwood
Esta é a lista dos prêmios e indicações recebidos por Carrie Underwood, uma cantora, compositora e atriz norte-americana que ganhou a quarta temporada do programa American Idol, em 2005.
Desde que lançou sua primeira música, "Inside Your Heaven", e seu primeiro álbum, Some Hearts, em 2005, Carrie Underwood já ganhou mais de 170 prêmios mundiais, incluindo sete Grammy Awards, 11 Billboard Music Awards, 13 American Music Awards, 14 Academy of Country Music (ACM) Awards e nove People's Choice Awards.

## Grammy Awards
O Grammy Awards é considerado o prêmio mais importante da indústria musical internacional, e é realizado anualmente desde 1959 pela National Academy of Recording Arts and Sciences. Carrie Underwood já ganhou 7 Grammy Awards na carreira, incluindo Best New Artist (Artista Revelação). Ao ganhar o Grammy de Best New Artist em 2007, ela se tornou a segunda artista country na história a ganhar tal prêmio e a primeira em 10 anos; a primeira havia sido LeAnn Rimes, em 1997.
| Ano  | Recipiente                            | Categoria                              | Resultado |
| ---- | ------------------------------------- | -------------------------------------- | --------- |
| 2007 | Ela mesma                             | Best New Artist                        | Venceu    |
| 2007 | "Jesus, Take the Wheel"               | Best Female Country Vocal Performance  | Venceu    |
| 2008 | "Before He Cheats"                    | Best Female Country Vocal Performance  | Venceu    |
| 2008 | "Oh Love" (com Brad Paisley)          | Best Country Collaboration with Vocals | Indicado  |
| 2009 | "Last Name"                           | Best Female Country Vocal Performance  | Venceu    |
| 2010 | "Just a Dream"                        | Best Female Country Vocal Performance  | Indicado  |
| 2010 | "I Told You So" (com Randy Travis)    | Best Country Collaboration with Vocals | Venceu    |
| 2011 | "Temporary Home"                      | Best Female Country Vocal Performance  | Indicado  |
| 2012 | "Mama's Song"                         | Best Country Solo Performance          | Indicado  |
| 2013 | "Blown Away"                          | Best Country Solo Performance          | Venceu    |
| 2015 | "Something in the Water"              | Best Country Solo Performance          | Venceu    |
| 2015 | "Somethin' Bad" (com Miranda Lambert) | Best Country Duo/Group Performance     | Indicado  |
| 2016 | "Little Toy Guns"                     | Best Country Solo Performance          | Indicado  |
| 2017 | "Church Bells"                        | Best Country Solo Performance          | Indicado  |

## Billboard Music Awards
O Billboard Music Awards é uma cerimônia de entrega de prêmios dos Estados Unidos, realizada pela revista Billboard, para homenagear os artistas que mais se destacam nas paradas musicais. Underwood já ganhou 11 Billboard Music Awards. Em 2014, ela ganhou o prêmio Milestone, pelo seu sucesso único nas paradas musicais.
| Ano  | Recipiente               | Categoria                                     | Resultado |
| ---- | ------------------------ | --------------------------------------------- | --------- |
| 2005 | "Inside Your Heaven"     | Top-Selling Hot 100 Song of the Year          | Venceu    |
| 2005 | "Inside Your Heaven"     | Top-Selling Country Single of the Year        | Venceu    |
| 2005 | Ela mesma                | Country Single Sales Artist of the Year       | Venceu    |
| 2006 | Ela mesma                | Female Country Artist of the Year             | Venceu    |
| 2006 | Ela mesma                | Country New Artist of the Year                | Venceu    |
| 2006 | Ela mesma                | Female Billboard 200 Album Artist of the Year | Venceu    |
| 2006 | Ela mesma                | Country Artist of the Year                    | Indicado  |
| 2006 | Some Hearts              | Album of the Year                             | Venceu    |
| 2006 | Some Hearts              | Country Album of the Year                     | Venceu    |
| 2013 | Ela mesma                | Top Country Artist                            | Indicado  |
| 2013 | Blown Away               | Top Country Album                             | Indicado  |
| 2014 | Ela mesma                | Milestone Award                               | Venceu    |
| 2015 | "Something in the Water" | Top Christian Song                            | Venceu    |
| 2016 | Ela mesma                | Top Country Artist                            | Indicado  |
| 2016 | Storyteller              | Top Country Album                             | Indicado  |
| 2019 | Ela mesma                | Top Female Country Artist                     | Venceu    |
| 2019 | Cry Pretty               | Top Country Album                             | Indicado  |

## American Music Awards
O American Music Awards é uma cerimônia anual de entrega de prêmios, criada por Dick Clark em 1973. Underwood já foi premiada com 13 American Music Awards em sua carreira. Ela é a única artista a ter todos os álbuns lançados premiados como Favorite Country Album.
| Ano  | Recipiente    | Categoria                      | Resultado |
| ---- | ------------- | ------------------------------ | --------- |
| 2006 | Ela mesma     | Favorite Breakthrough Artist   | Venceu    |
| 2007 | Ela mesma     | Artist of the Year             | Venceu    |
| 2007 | Ela mesma     | Favorite Female Country Artist | Venceu    |
| 2007 | Some Hearts   | Favorite Country Album         | Venceu    |
| 2008 | Ela mesma     | Favorite Female Country Artist | Indicado  |
| 2008 | Carnival Ride | Favorite Country Album         | Venceu    |
| 2009 | Ela mesma     | Favorite Female Country Artist | Indicado  |
| 2010 | Ela mesma     | Favorite Female Country Artist | Indicado  |
| 2010 | Play On       | Favorite Country Album         | Venceu    |
| 2012 | Blown Away    | Favorite Country Album         | Venceu    |
| 2012 | Ela mesma     | Favorite Female Country Artist | Indicado  |
| 2013 | Ela mesma     | Favorite Female Country Artist | Indicado  |
| 2014 | Ela mesma     | Favorite Female Country Artist | Venceu    |
| 2015 | Ela mesma     | Favorite Female Country Artist | Venceu    |
| 2016 | Ela mesma     | Favorite Female Country Artist | Venceu    |
| 2016 | Ela mesma     | Artist of the Year             | Indicado  |
| 2016 | Storyteller   | Favorite Country Album         | Venceu    |
| 2017 | Ela mesma     | Favorite Female Country Artist | Venceu    |
| 2018 | Ela mesma     | Favorite Female Country Artist | Venceu    |
| 2019 | Ela mesma     | Favorite Female Country Artist | Venceu    |
| 2019 | Cry Pretty    | Favorite Country Album         | Venceu    |

## Globo de Ouro
O Globo de Ouro (Golden Globe Awards) é um prêmio entregue anualmente desde 1944 para os melhores profissionais do cinema e da televisão dos Estados Unidos. É realizado pela Hollywood Foreign Press Association. Underwood já foi indicada uma vez, em 2011.
| Ano  | Recipiente                                                                          | Categoria              | Resultado |
| ---- | ----------------------------------------------------------------------------------- | ---------------------- | --------- |
| 2011 | "There's a Place For Us" (As Crônicas de Nárnia: A Viagem do Peregrino da Alvorada) | Melhor Canção Original | Indicado  |

## Guinness World Records
O Guinness World Records  é uma edição publicada anualmente, que contém uma coleção de recordes e superlativos reconhecidos internacionalmente. Underwood tem um recorde mundial.
| Ano  | Recipiente                | Recorde                                                          | Resultado |
| ---- | ------------------------- | ---------------------------------------------------------------- | --------- |
| 2010 | Ela mesma e Reba McEntire | Cantora com mais músicas em 1º lugar nas paradas country dos EUA | Venceu    |

## Academy of Country Music Awards
O Academy of Country Music Awards é a mais importante premiação de música country, realizada pela Academia de Música Country dos Estados Unidos. Foi criada em 1964. Underwood já ganhou 14 prêmios e, em 2010, entrou para a história ao se tornar a primeira mulher a ganhar duas vezes o prêmio de Entertainer of the Year. Em 2009, também havia levado Entertainer of the Year, tornando-se a primeira mulher a levar o troféu em 10 Anos.
| Ano  | Recipiente                            | Categoria                           | Resultado |
| ---- | ------------------------------------- | ----------------------------------- | --------- |
| 2006 | "Jesus, Take the Wheel"               | Single Record of the Year           | Venceu    |
| 2006 | Ela mesma                             | Top New Female Vocalist of the Year | Venceu    |
| 2006 | Ela mesma                             | Female Vocalist of the Year         | Indicado  |
| 2007 | Ela mesma                             | Female Vocalist of the Year         | Venceu    |
| 2007 | Some Hearts                           | Album of the Year                   | Venceu    |
| 2007 | "Before He Cheats"                    | Music Video of the Year             | Venceu    |
| 2007 | "Before He Cheats"                    | Single Record of the Year           | Indicado  |
| 2008 | Ela mesma                             | Female Vocalist of the Year         | Venceu    |
| 2009 | Ela mesma                             | Entertainer of the Year             | Venceu    |
| 2009 | Ela mesma                             | Female Vocalist of the Year         | Venceu    |
| 2009 | Carnival Ride                         | Album of the Year                   | Indicado  |
| 2009 | "Just a Dream"                        | Music Video of the Year             | Indicado  |
| 2010 | Ela mesma                             | Triple Crown Award                  | Venceu    |
| 2010 | Ela mesma                             | Entertainer of the Year             | Venceu    |
| 2010 | Ela mesma                             | Female Vocalist of the Year         | Indicado  |
| 2010 | "Cowboy Casanova"                     | Song of the Year                    | Indicado  |
| 2010 | Play On                               | Album of the Year                   | Indicado  |
| 2010 | "I Told You So" (com Randy Travis)    | Vocal Event of the Year             | Indicado  |
| 2011 | Ela mesma                             | Female Vocalist of the Year         | Indicado  |
| 2012 | Ela mesma                             | Female Vocalist of the Year         | Indicado  |
| 2012 | "Remind Me"                           | Vocal Event of the Year             | Indicado  |
| 2013 | Ela mesma                             | Female Vocalist of the Year         | Indicado  |
| 2013 | Blown Away                            | Album of the Year                   | Indicado  |
| 2014 | Ela mesma                             | Female Vocalist of the Year         | Indicado  |
| 2014 | Ela mesma                             | Gene Weed Special Achievement Award | Venceu    |
| 2014 | "Two Black Cadillacs"                 | Video of the Year                   | Indicado  |
| 2015 | "Somethin' Bad" (com Miranda Lambert) | Video of the Year                   | Indicado  |
| 2015 | "Somethin' Bad" (com Miranda Lambert) | Vocal Event of the Year             | Indicado  |
| 2015 | Ela mesma                             | Female Vocalist of the Year         | Indicado  |
| 2016 | Ela mesma                             | Female Vocalist of the Year         | Indicado  |
| 2016 | Ela mesma                             | ACM Lifting Lives Gary Haber Award  | Venceu    |
| 2017 | Ela mesma                             | Entertainer of the Year             | Indicado  |
| 2017 | Ela mesma                             | Female Vocalist of the Year         | Indicado  |
| 2017 | "Forever Country"                     | Video of the Year                   | Venceu    |
| 2018 | Ela mesma                             | Female Vocalist of the Year         | Indicado  |
| 2018 | "The Fighter" (com Keith Urban )      | Vocal Event of the Year             | Venceu    |
| 2019 | Ela mesma                             | Female Vocalist of the Year         | Indicado  |

## People's Choice Awards
O People's Choice Awards é uma entrega de prêmios anual, realizada desde 1975, premiando os artistas musicais, cinematográficos e da televisão, a partir dos votos do público. Underwood já recebeu 9 prêmios.
| Ano  | Recipiente         | Categoria                                      | Resultado |
| ---- | ------------------ | ---------------------------------------------- | --------- |
| 2007 | Ela mesma          | Favorite Female Artist                         | Venceu    |
| 2007 | "Before He Cheats" | Favorite Country Song                          | Venceu    |
| 2009 | "Last Name"        | Favorite Country Song                          | Venceu    |
| 2009 | Ela mesma          | Favorite Female Artist                         | Venceu    |
| 2009 | Ela mesma          | Favorite Star Under 35                         | Venceu    |
| 2010 | Ela mesma          | Favorite Female Artist                         | Indicado  |
| 2010 | Ela mesma          | Favorite Country Artist                        | Venceu    |
| 2011 | Ela mesma          | Favorite Country Artist                        | Indicado  |
| 2011 | Ela mesma          | Favorite TV Guest Star (How I Met Your Mother) | Indicado  |
| 2011 | Ela mesma          | Favorite Female Artist                         | Indicado  |
| 2013 | Ela mesma          | Favorite Female Artist                         | Indicado  |
| 2013 | Ela mesma          | Favorite Country Artist                        | Indicado  |
| 2013 | Blown Away         | Favorite Album                                 | Indicado  |
| 2014 | Ela mesma          | Favorite Country Artist                        | Indicado  |
| 2015 | Ela mesma          | Favorite Female Country Artist                 | Venceu    |
| 2016 | Ela mesma          | Favorite Female Country Artist                 | Venceu    |
| 2017 | Ela mesma          | Favorite Female Country Artist                 | Venceu    |
| 2018 | Ela mesma          | Country Artist of the Year                     | Indicado  |

## BMI Awards
O Broadcast Music, Inc. (BMI) recolhe taxas de licença em nome de compositores, compositores e editores de música e distribui-las como royalties aos membros cujas obras foram executadas. Underwood já foi homenageada com 14 BMI Country awards por suas composições. Ela também é ganhadora de 14 BMI Million-Air Awards, que são prêmios para canções que receberam um milhão ou mais de execuções nas rádios.. Além disso, no 69º BMI/NAB Dinner em 2017, Underwood recebeu o prêmio máximo BMI Board of Directors Award, pelo impacto que a sua música teve na indústria e suas contribuições como compositora.

### BMI Country Awards
| Ano  | Indicação                | Categoria         | Resulta | Ref.   |
| ---- | ------------------------ | ----------------- | ------- | ------ |
| 2008 | "So Small"               | Songwriting award | Venceu  | [ 26 ] |
| 2008 | "All-American Girl"      | Songwriting award | Venceu  | [ 26 ] |
| 2009 | "Last Name"              | Songwriting award | Venceu  | [ 27 ] |
| 2010 | "Cowboy Casanova"        | Songwriting award | Venceu  | [ 28 ] |
| 2011 | "Temporary Home"         | Songwriting award | Venceu  | [ 29 ] |
| 2011 | "Undo It"                | Songwriting award | Venceu  | [ 29 ] |
| 2011 | "Mama's Song"            | Songwriting award | Venceu  | [ 29 ] |
| 2013 | "Good Girl"              | Songwriting award | Venceu  | [ 30 ] |
| 2013 | "Two Black Cadillacs"    | Songwriting award | Venceu  | [ 30 ] |
| 2014 | "See You Again"          | Songwriting award | Venceu  | [ 31 ] |
| 2015 | "Something in the Water" | Songwriting award | Venceu  | [ 32 ] |
| 2016 | "Little Toy Guns"        | Songwriting award | Venceu  | [ 33 ] |
| 2016 | "Smoke Break"            | Songwriting award | Venceu  | [ 33 ] |
| 2016 | "Heartbeat"              | Songwriting award | Venceu  | [ 33 ] |

### BMI Million-Air Awards
| Ano  | Indicação                | Categoria                 | Resulto | Ref.   |
| ---- | ------------------------ | ------------------------- | ------- | ------ |
| 2013 | "All-American Girl"      | Certificado "Million-Air" | Venceu  | [ 25 ] |
| 2013 | "Mama's Song"            | Certificado "Million-Air" | Venceu  | [ 25 ] |
| 2013 | "Good Girl"              | Certificado "Million-Air" | Venceu  | [ 25 ] |
| 2017 | "So Small"               | Certificado "Million-Air" | Venceu  | [ 25 ] |
| 2017 | "Temporary Home"         | Certificado "Million-Air" | Venceu  | [ 25 ] |
| 2017 | "Cowboy Casanova"        | Certificado "Million-Air" | Venceu  | [ 25 ] |
| 2017 | "Last Name"              | Certificado "Million-Air" | Venceu  | [ 25 ] |
| 2017 | "Undo It"                | Certificado "Million-Air" | Venceu  | [ 25 ] |
| 2017 | "Heartbeat"              | Certificado "Million-Air" | Venceu  | [ 25 ] |
| 2017 | "Little Toy Guns"        | Certificado "Million-Air" | Venceu  | [ 25 ] |
| 2017 | "See You Again"          | Certificado "Million-Air" | Venceu  | [ 25 ] |
| 2017 | "Smoke Break"            | Certificado "Million-Air" | Venceu  | [ 25 ] |
| 2017 | "Something in the Water" | Certificado "Million-Air" | Venceu  | [ 25 ] |

### BMI/NAB Dinner
| Ano  | Indicação | Categoria                    | Resulto | Ref.   |
| ---- | --------- | ---------------------------- | ------- | ------ |
| 2017 | Ela mesma | BMI Board of Directors Award | Venceu  | [ 25 ] |

## British Country Music Awards
O British Country Music Awards (BCM Awards) é realizado anualmente pela British Country Music Association (Associação Britânica de Música Country) para homenagear sucessos nacionais e internacionais no cenário country do Reino Unido. Underwood ganhou uma vez, em 2013.
| Ano  | Recipiente | Categoria                       | Resultado |
| ---- | ---------- | ------------------------------- | --------- |
| 2013 | Blown Away | International Album of the Year | Venceu    |

## Country Music Association Awards
O Country Music Association Awards é uma premiação anual de música country. Underwood já ganhou 9 prêmios.
| Ano  | Recipiente                            | Categoria                              | Resultado |
| ---- | ------------------------------------- | -------------------------------------- | --------- |
| 2006 | Carrie Underwood                      | Female Vocalist of the Year            | Venceu    |
| 2006 | Carrie Underwood                      | Horizon Award                          | Venceu    |
| 2006 | "Jesus, Take the Wheel"               | Single Record of the Year              | Indicado  |
| 2006 | "Jesus, Take the Wheel"               | Music Video of the Year                | Indicado  |
| 2007 | "Before He Cheats"                    | Music Video of the Year                | Indicado  |
| 2007 | "Before He Cheats"                    | Single of the Year                     | Venceu    |
| 2007 | Carrie Underwood                      | Female Vocalist of the Year            | Venceu    |
| 2008 | Carrie Underwood                      | Female Vocalist of the Year            | Venceu    |
| 2008 | Carnival Ride                         | Album of the Year                      | Indicado  |
| 2009 | "I Told You So" (com Randy Travis)    | Musical Event of the Year              | Indicado  |
| 2009 | Carrie Underwood                      | Female Vocalist of the Year            | Indicado  |
| 2010 | Carrie Underwood                      | Female Vocalist of the Year            | Indicado  |
| 2010 | Play On                               | Album of the Year                      | Indicado  |
| 2011 | Carrie Underwood                      | Female Vocalist of the Year            | Indicado  |
| 2012 | Carrie Underwood                      | Female Vocalist of the Year            | Indicado  |
| 2013 | Carrie Underwood                      | Female Vocalist of the Year            | Indicado  |
| 2013 | Blown Away                            | Album of the Year                      | Indicado  |
| 2013 | "Blown Away"                          | Music Video of the Year                | Indicado  |
| 2014 | "Somethin' Bad" (com Miranda Lambert) | Musical Event of the Year              | Indicado  |
| 2014 | "Somethin' Bad" (com Miranda Lambert) | Music Video of the Year                | Indicado  |
| 2014 | Carrie Underwood                      | Female Vocalist of the Year            | Indicado  |
| 2015 | Carrie Underwood                      | Female Vocalist of the Year            | Indicado  |
| 2015 | "Something in the Water"              | Music Video of the Year                | Indicado  |
| 2016 | Carrie Underwood                      | Chairman's Award                       | Venceu    |
| 2016 | Carrie Underwood                      | Entertainer of the Year                | Indicado  |
| 2016 | Carrie Underwood                      | Female Vocalist of the Year            | Venceu    |
| 2016 | Storyteller                           | Album of the Year                      | Indicado  |
| 2016 | "The Fighter" (com Keith Urban)       | Musical Event of the Year              | Indicado  |
| 2017 | Ela mesma                             | Female Vocalist of the Year            | Indicado  |
| 2017 | Ela mesma                             | International Artist Achievement Award | Venceu    |
| 2018 | Ela mesma                             | Female Vocalist of the Year            | Venceu    |
| 2018 | "Cry Pretty"                          | Music Video of the Year                | Indicado  |
| 2019 | Ela mesma                             | Female Vocalist of the Year            | Pendente  |
| 2019 | Ela mesma                             | Entertainer of the Year                | Pendente  |
| 2019 | Cry Pretty                            | Album of the Year                      | Pendente  |

## Country Music Awards of Australia
O Country Music Awards of Australia é realizado pela Associação de Música Country da Austrália desde 1973, para celebrar excelência musical na indústria Australiana de música country. Underwood ganhou uma vez.
| Ano  | Recipiente | Categoria                                   | Resultado |
| ---- | ---------- | ------------------------------------------- | --------- |
| 2013 | Blown Away | Top Selling International Album of the Year | Venceu    |

## CMC Australian Music Awards
| Ano           | Recipiente                      | Categoria                        | Resultado |
| ------------- | ------------------------------- | -------------------------------- | --------- |
| 2011          | Ela mesma                       | International Artist of the Year | Indicado  |
| 2012          | Ela mesma                       | International Artist of the Year | Indicado  |
| "Mama's Song" | International Video of the Year |                                  | Indicado  |
| 2013          | International Video of the Year | "Good Girl"                      | Indicado  |
| 2013          | International Video of the Year | "Blown Away"                     | Indicado  |
| 2013          | Ela mesma                       | International Artist of the Year | Indicado  |
| 2014          | Ela mesma                       | International Artist of the Year | Indicado  |

## CMT Awards

### CMT Artist of the Year Awards
O CMT Artist of the Year Awards é uma premiação realizada pela Country Music Television para homenagear os artistas country mais bem-sucedidos de cada ano. Foi criado em 2010. Underwood já foi premiada cinco vezes.
| Ano  | Recipiente | Categoria          | Resultado |
| ---- | ---------- | ------------------ | --------- |
| 2010 | Ela mesma  | Artist of the Year | Venceu    |
| 2012 | Ela mesma  | Artist of the Year | Venceu    |
| 2016 | Ela mesma  | Artist of the Year | Venceu    |
| 2018 | Ela mesma  | Artist of the Year | Venceu    |
| 2019 | Ela mesma  | Artist of the Year | Venceu    |

### CMT Music Awards
O CMT Music Awards é uma premiação anual de clipes musicais de artistas country realizada pela Country Music Television (CMT). É considerada a versão country do VMA da MTV. Tendo ganhado 20 prêmios até agora, Underwood é a artista mais premiada na história da premiação. Ela é, também, a artista que mais ganhou o prêmio de Video of the Year e Female Video of the Year.
| Ano  | Recipiente                                                          | Categoria                       | Resultado |
| ---- | ------------------------------------------------------------------- | ------------------------------- | --------- |
| 2006 | "Jesus, Take the Wheel"                                             | Female Video of the Year        | Venceu    |
| 2006 | "Jesus, Take the Wheel"                                             | Breakthrough Video of the Year  | Venceu    |
| 2006 | "Jesus, Take the Wheel"                                             | Inspirational Video of the Year | Indicado  |
| 2007 | "Before He Cheats"                                                  | Video of the Year               | Venceu    |
| 2007 | "Before He Cheats"                                                  | Female Video of the Year        | Venceu    |
| 2008 | "So Small"                                                          | Female Video of the Year        | Indicado  |
| 2009 | "Just a Dream"                                                      | Video of the Year               | Indicado  |
| 2010 | "Cowboy Casanova"                                                   | Video of the Year               | Venceu    |
| 2010 | "Cowboy Casanova"                                                   | Female Video of the Year        | Indicado  |
| 2010 | "Temporary Home" (from CMT: Invitation Only feat. Carrie Underwood) | CMT Performance of the Year     | Venceu    |
| 2011 | "Mama's Song"                                                       | Female Video of the Year        | Indicado  |
| 2012 | "Remind Me" (com Brad Paisley)                                      | Collaborative Video of the Year | Venceu    |
| 2012 | "Remind Me" (com Brad Paisley)                                      | Video of the Year               | Indicado  |
| 2012 | "Good Girl"                                                         | Video of the Year               | Venceu    |
| 2012 | "Good Girl"                                                         | Female Video of the Year        | Indicado  |
| 2012 | "Just a Dream"/"Dream On" (com Steven Tyler)                        | CMT Performance of the Year     | Indicado  |
| 2013 | "Blown Away"                                                        | Video of the Year               | Venceu    |
| 2013 | "Two Black Cadillacs"                                               | Female Video of the Year        | Indicado  |
| 2014 | "See You Again"                                                     | Video of the Year               | Venceu    |
| 2014 | "See You Again"                                                     | Female Video of the Year        | Indicado  |
| 2015 | "Something in the Water"                                            | Video of the Year               | Venceu    |
| 2015 | "Somethin' Bad" (com Miranda Lambert)                               | Video of the Year               | Indicado  |
| 2015 | "Something in the Water"                                            | Female Video of the Year        | Venceu    |
| 2015 | "Little Toy Gun"                                                    | Female Video of the Year        | Indicado  |
| 2015 | "Somethin' Bad" (com Miranda Lambert)                               | Collaborative Video of the Year | Venceu    |
| 2016 | "Smoke Break"                                                       |                                 |           |
| 2016 | "Smoke Break"                                                       | Video of the year               | Indicado  |
| 2016 | "Smoke Break"                                                       | Female Video of the Year        | Venceu    |
| 2016 | "Smoke Break"                                                       | CMT Performance of the Year     | Venceu    |
| 2017 | "Church Bells"                                                      | Video of the Year               | Indicado  |
| 2017 | "Church Bells"                                                      | Female Video of the Year        | Venceu    |
| 2017 | "The Fighter"(com Keith Urban)                                      | Collaborative Video of the Year | Venceu    |
| 2018 | "The Champion" (com Ludacris)                                       | Video of the Year               | Indicado  |
| 2018 | "The Champion" (com Ludacris)                                       | Female Video of the Year        | Venceu    |
| 2018 | "The Champion" (com Ludacris)                                       | Collaborative Video of the Year | Indicado  |
| 2018 | "The Fighter" (com Keith Urban from the 2017 CMT Music Awards)      | CMT Performance of the Year     | Indicado  |
| 2019 | "Love Wins"                                                         | Female Video of the Year        | Venceu    |
| 2019 | "Cry Pretty"                                                        | Video of the Year               | Venceu    |

### CMT Online Awards
O CMT Online Awards é uma premiação online realizada desde 2006 pela Country Music Television. É uma premiação totalmente baseada nos  fãs que acessam o site CMT.com, visualizando vídeos e as páginas dos artistas. Os vencedores são os artistas e vídeos com maiores visualizações.
| Ano  | Recipiente          | Categoria                              | Resultado |
| ---- | ------------------- | -------------------------------------- | --------- |
| 2008 | Ela mesma           | Most Digitally-Active Female Artist    | Venceu    |
| 2008 | "All-American Girl" | Most Streamed Country Song of the Year | Venceu    |

### CMT Teddy Awards
O CMT Teddy Awards é um prêmio especial para comemorar o Valentine's Day americano. São oito categorias, tais como "Best Kiss in a Video" e "Sweetest Video". Underwood ganhou 2 prêmios.
| Ano  | Recipiente         | Categoria                       | Resultado |
| ---- | ------------------ | ------------------------------- | --------- |
| 2012 | "Before He Cheats" | Best Cheating Video             | Venceu    |
| 2012 | "Cowboy Casanova"  | Best Use of Lingerie in a Video | Venceu    |

## European Country Music Association Awards
A European Country Music Association (Associação Europeia de Música Country) foi fundada em 1994. Os vencedores da premiação são escolhidos por membros desta Associação. Underwood ganhou uma vez, como Female Vocalist of the Year, em 2008.
| Ano  | Recipiente | Categoria                   | Resultado |
| ---- | ---------- | --------------------------- | --------- |
| 2008 | Ela mesma  | Female Vocalist of the Year | Venceu    |

## French Country Music Association Awards
O French Country Music Association Awards é uma premiação anual de música country realizada pela French Association of Country Music (Associação Francesa de Música Country) desde 2004. Underwood ganhou 2 prêmios desde então.
| Ano  | Recipiente        | Categoria                   | Resultado |
| ---- | ----------------- | --------------------------- | --------- |
| 2006 | Ela mesma         | Top New Talent of the Year  | Indicado  |
| 2006 | Ela mesma         | Female Vocalist of the Year | Indicado  |
| 2010 | Ela mesma         | Female Vocalist of the Year | Venceu    |
| 2010 | "Cowboy Casanova" | Music Video of the Year     | Venceu    |

## Gospel Music Association Dove Awards
O Dove Award é um prêmio dado pela Gospel Music Association (Associação de Música Gospel) dos Estados Unidos. Essa premiação foi criada em 1969, e tem o nome de GMA Dove Awards. Underwood ganhou uma vez.
| Ano  | Recipiente              | Categoria                         | Resultado |
| ---- | ----------------------- | --------------------------------- | --------- |
| 2006 | "Jesus, Take the Wheel" | Country Recorded Song of the Year | Venceu    |

## Grand Ole Opry
O Grand Ole Opry é descrito como a "Casa da Música Americana" e "o palco mais famoso da música country". Tornar-se um membro do Grand Ole Opry é uma das maiores honras e conquistas que um artista country pode receber. Ser um membro do Grand Ole Opry, um dos mais antigos "Hall of Fame", é ser identificado como um membro da elite da Música Country. Carrie Underwood se tornou membro do Grand Ole Opry em 2008.
| Ano  | Recipiente | Categoria        | Resultado |
| ---- | ---------- | ---------------- | --------- |
| 2008 | Ela mesma  | Member Induction | Venceu    |

## iHeartRadio Music Awards
O iHeartRadio Music Awards é uma premiação anual realizada pelo iHeartRadio desde 2014. Underwood foi indicada uma vez.
| Ano  | Recipiente | Categoria                 | Resultado |
| ---- | ---------- | ------------------------- | --------- |
| 2016 | Ela mesma  | Female Artist of the Year | Indicado  |

## Inspirational Country Music Awards
O Inspirational Country Music Awards é uma premiação para homenagear os maiores artistas que performam música cristã e inspiradora. Foi criada em 1992. Underwood já ganhou 6 prêmios.
| Ano  | Recipiente               | Categoria                                 | Resultado |
| ---- | ------------------------ | ----------------------------------------- | --------- |
| 2006 | Ela mesma                | Mainstream Country Artist                 | Venceu    |
| 2006 | "Jesus, Take the Wheel"  | Song of the Year                          | Indicado  |
| 2006 | "Jesus, Take the Wheel"  | Video of the Year                         | Indicado  |
| 2008 | "So Small"               | Video of the Year                         | Indicado  |
| 2008 | Ela mesma                | Mainstream Country Artist                 | Indicado  |
| 2010 | Ela mesma                | Mainstream Country Artist                 | Indicado  |
| 2010 | "Temporary Home"         | Mainstream Inspirational Country Song     | Indicado  |
| 2010 | "Temporary Home"         | Inspirational Video of the Year           | Venceu    |
| 2011 | "Mama's Song"            | Inspirational Video of the Year           | Indicado  |
| 2011 | "Mama's Song"            | Mainstream Inspirational Song of the Year | Indicado  |
| 2011 | Ela mesma                | Mainstream Inspirational Artist           | Indicado  |
| 2013 | "See You Again"          | Inspirational Video of the Year           | Indicado  |
| 2013 | "See You Again"          | Mainstream Inspirational Song of the Year | Indicado  |
| 2013 | Ela mesma                | Mainstream Inspirational Artist           | Indicado  |
| 2014 | Herself                  | Mainstream Country Female Artist          | Venceu    |
| 2015 | Herself                  | Mainstream Country Female Artist          | Venceu    |
| 2015 | "Something in the Water" | Mainstream Inspirational Song of the Year | Venceu    |
| 2015 | "Something in the Water" | Inspirational Video of the Year           | Venceu    |

## MusicRow Awards
O MusicRow Awards é uma premiação anual realizada pela MusicRow, uma publicação da indústria da música de Nashville. Os vencedores são escolhidos por mais de 300 gerentes, músicos, compositores, editores e executivos de gravadoras. Underwood foi premiada uma vez.
| Ano  | Recipiente   | Categoria        | Resultado |
| ---- | ------------ | ---------------- | --------- |
| 2006 | Ela mesma    | Critic's Pick    | Venceu    |
| 2013 | "Blown Away" | Song of the Year | Indicado  |

## MTV Video Music Awards
| Ano  | Recipiente         | Categoria       | Resultado |
| ---- | ------------------ | --------------- | --------- |
| 2007 | "Before He Cheats" | Best New Artist | Indicado  |

## Napster Awards
O Napster Awards premia artistas e músicas mais executados por usuários. Underwood ganhou uma vez.
| Ano  | Recipiente | Categoria                           | Resultado |
| ---- | ---------- | ----------------------------------- | --------- |
| 2006 | Ela mesma  | Most Domestically-Played New Artist | Venceu    |

## NARP Organization of Record Retail Merchants
| Ano  | Recipiente | Categoria                   | Resultado |
| ---- | ---------- | --------------------------- | --------- |
| 2006 | Ela mesma  | Breakthrough Country Artist | Venceu    |

## Nashville Songwriter's Association International Awards
| Ano  | Recipiente              | Categoria                               | Resultado |
| ---- | ----------------------- | --------------------------------------- | --------- |
| 2006 | "Jesus, Take the Wheel" | Song of the Year (prêmio do compositor) | Venceu    |
| 2010 | "Cowboy Casanova"       | Top Tunesmith                           | Venceu    |
| 2010 | "Temporary Home"        | Top Tunesmith                           | Venceu    |

## Nashville Symphony's Harmony
O Nashville Symphony's Harmony award é dado a indivíduos que tenham demonstrado um contínuo interesse e apoio à música de Nashville e contribuído para o desenvolvimento e valorização da cultura musical. É dado durante o Symphony Ball, anualmente. Underwood recebeu a honra em 2009.
| Ano  | Recipiente | Categoria                          | Resultado |
| ---- | ---------- | ---------------------------------- | --------- |
| 2009 | Ela mesma  | Nashville Symphony's Harmony Award | Venceu    |

## Oklahoma Music Hall of Fame
O Oklahoma Music Hall of Fame homenageia músicos de Oklahoma pelas suas conquistas durante a carreira. Underwood entrou para o Hall da Fama em 2009. Ela havia sido, antes, escolhida como a "Nova Estrela" do Hall, em 2005.
| Ano  | Recipiente | Categoria               | Resultado |
| ---- | ---------- | ----------------------- | --------- |
| 2006 | Ela mesma  | Rising Star of the Year | Venceu    |
| 2009 | Ela mesma  | Hall of Fame Induction  | Venceu    |

## Phoenix Film Critics Society Awards
A Phoenix Film Critics Society (PFCS) é uma organização de críticos de filmes. Em dezembro de cada ano, a PFCS realiza o Phoenix Film Critics Society Awards (realizado primeiro em 2000) para homenagear os filmes lançados durante o ano. Underwood foi indicada uma vez.
| Ano  | Recipiente               | Categoria              | Resultado |
| ---- | ------------------------ | ---------------------- | --------- |
| 2010 | "There's a Place For Us" | Melhor Canção Original | Indicado  |

## Pollstar Awards
O Pollstar Awards é uma premiação que homenageia artistas e profissionais da indústria de turnês. Foi criado pela Pollstar, a principal publicação da indústria de turnês. Underwood foi indicada uma vez.
| Ano  | Recipiente                             | Categoria                      | Resultado |
| ---- | -------------------------------------- | ------------------------------ | --------- |
| 2010 | Play On Tour                           | Most Creative Stage Production | Indicado  |
| 2017 | Storyteller Tour: Stories in the Round | Most Creative Stage Production | Indicado  |

## World Music Awards
O World Music Awards é uma premiação anual que homenageia as maiores conquistas na indústria musical mundial. Underwood já foi indicada a nove prêmios.
| Ano  | Recipiente      | Categoria                       | Resultado |
| ---- | --------------- | ------------------------------- | --------- |
| 2006 | Ela mesma       | World's Best-Selling New Artist | Indicado  |
| 2014 | Ela mesma       | World's Best Female Artist      | Indicado  |
| 2014 | Ela mesma       | World's Best Live Act           | Indicado  |
| 2014 | Ela mesma       | World's Best Entertainer        | Indicado  |
| 2014 | Blown Away      | World's Best Album              | Indicado  |
| 2014 | "Blown Away"    | World's Best Song               | Indicado  |
| 2014 | "Blown Away"    | World's Best Video              | Indicado  |
| 2014 | "See You Again" | World's Best Song               | Indicado  |
| 2014 | "See You Again" | World's Best Video              | Indicado  |

## ASCAP Country Music Awards
A American Society of Composers, Authors and Publishers (ASCAP) realiza uma série de premiações, homenageando pessoas em diferentes categorias musicais; a música country é uma delas. Underwood há foi homenageada sete vezes.
| Ano  | Recipiente                    | Categoria                       | Resultado |
| ---- | ----------------------------- | ------------------------------- | --------- |
| 2006 | "Jesus, Take the Wheel"       | Song of the Year                | Venceu    |
| 2007 | "Before He Cheats"            | Song of the Year                | Venceu    |
| 2007 | "Before He Cheats"            | Most Performed Song of the Year | Venceu    |
| 2007 | "Wasted"                      | Most Performed Song of the Year | Venceu    |
| 2007 | "Don't Forget to Remember Me" | Most Performed Song of the Year | Venceu    |
| 2010 | "Cowboy Casanova"             | Most Performed Song of the Year | Venceu    |
| 2010 | "Temporary Home"              | Most Performed Song of the Year | Venceu    |
| 2012 | "Remind Me"                   | Most Performed Song of the Year | Venceu    |

## American Country Awards
O American Country Awards foi uma premiação de música country inteiramente votada por fãs. Criada pelo canal Fox, os prêmios homenageavam artistas country em categorias de canção, vídeos e turnês. Underwood ganhou 12 prêmios, mais do que qualquer outro artista.
| Ano  | Recipiente            | Categoria                                          | Resultado |
| ---- | --------------------- | -------------------------------------------------- | --------- |
| 2010 | Ela mesma             | Artist of the Year                                 | Venceu    |
| 2010 | Ela mesma             | Female Artist of the Year                          | Venceu    |
| 2010 | Ela mesma             | Touring Artist of the Year (Play On Tour)          | Venceu    |
| 2010 | "Cowboy Casanova"     | Female Single of the Year                          | Venceu    |
| 2010 | "Cowboy Casanova"     | Female Music Video of the Year                     | Venceu    |
| 2010 | Play On               | Album of the Year                                  | Venceu    |
| 2011 | Ela mesma             | Female Artist of the Year                          | Venceu    |
| 2011 | Ela mesma             | Touring Artist of the Year (Play On Tour)          | Indicado  |
| 2011 | "Mama's Song"         | Female Single of the Year                          | Venceu    |
| 2011 | "Mama's Song"         | Female Music Video of the Year                     | Venceu    |
| 2012 | Ela mesma             | Female Artist of the Year                          | Venceu    |
| 2012 | "Good Girl"           | Female Single of the Year                          | Indicado  |
| 2012 | "Good Girl"           | Female Music Video of the Year                     | Indicado  |
| 2012 | "Remind Me"           | Vocal Collaboration of the Year (com Brad Paisley) | Venceu    |
| 2013 | Ela mesma             | Female Artist of the Year                          | Indicado  |
| 2013 | Ela mesma             | Touring Artist of the Year (Blown Away Tour)       | Indicado  |
| 2013 | "Two Black Cadillacs" | Female Single of the Year                          | Indicado  |
| 2013 | "Blown Away"          | Female Music Video of the Year                     | Venceu    |

1. 1 2  Szaroleta, Tom (23 de julho de 2014). «Big star for a big night: Carrie Underwood plays Saturday at EverBank Field in Jacksonville». The Florida Times Union
2. 1 2 3 4 5 6 7 8  «Vencedores do AMAs: Carrie Underwood». American Music Awards. Consultado em 5 de setembro de 2014. Arquivado do original em 6 de setembro de 2014
3. ↑  «Academy of Country Music :: Winners». Academy of Country Music Awards. Consultado em 5 de setembro de 2014. Arquivado do original em 9 de outubro de 2014
4. 1 2  «Carrie Underwood Wins 'Favorite Female Country Artist' At People's Choice Awards». Sony Music Nashville. 8 de janeiro de 2015. Consultado em 10 de fevereiro de 2015. Arquivado do original em 9 de fevereiro de 2015
5. ↑  «"Overview"». Grammy (em inglês). Consultado em 15 de Novembro de 2009
6. 1 2 3  «Vencedores do Grammy: Carrie Underwood». Grammy.com
7. ↑  «Trio Dixie Chicks é o grande vencedor da 49ª edição do Grammy». O Globo
8. ↑  «Confira a lista com os principais premiados da 51ª edição do Grammy». O Globo
9. ↑  «Adele, Fun. e Carrie Underwood estão entre vencedores do Grammy; veja lista». Folha de S. Paulo
10. ↑  «Sam Smith é maior vencedor do Grammy 2015; veja lista». O Globo
11. ↑  «"50 Cent, Green Day Reap Major Billboard Music Awards"» (em inglês). Billboard. Consultado em 15 de Novembro de 2009
12. ↑  «Carrie Underwood Wins Milestone Award at 2014 Billboard Music Awards». Billboard. 18 de maio de 2014
13. ↑  «Carrie Underwood "Blown Away" by a Spectacular 2012! | The Official Carrie Underwood Site». Carrieunderwoodofficial.com. 8 de janeiro de 2013. Consultado em 7 de outubro de 2013
14. ↑  «She makes the Heartbeat! Carrie Underwood wows in two gorgeous gowns as she wins favorite female country artist at the American Music Awards». Daily Mail. 23 de novembro de 2015
15. ↑  HFPA. «Golden Globe Awards» (em inglês). Consultado em 20 de Novembro de 2009. Arquivado do original em 19 de março de 2011
16. ↑  G1 http://g1.globo.com/pop-arte/noticia/2010/12/associacao-anuncia-indicados-ao-globo-de-ouro-2011.html Em falta ou vazio |título= (ajuda)
17. ↑  (em inglês). Goldenglobes.org http://www.goldenglobes.org/blog/2010/12/the-68th-annual-golden-globe-awards-nominations/ Em falta ou vazio |título= (ajuda)
18. ↑  «Most Country No.1s for a Female Artist in the US». Guinness World Records. 1 de janeiro de 2010
19. ↑  Globo.com http://oglobo.globo.com/cultura/mat/2010/04/19/carrie-underwood-miranda-lambert-vencem-premio-916376395.asp Em falta ou vazio |título= (ajuda)
20. ↑  (em inglês). BBC News http://news.bbc.co.uk/2/hi/8628981.stm Em falta ou vazio |título= (ajuda)
21. ↑  Insideedition.com http://www.insideedition.com/awards_detail/4329/carrie-underwood-makes-history-at-country-music-awards.aspx Em falta ou vazio |título= (ajuda)[ligação inativa]
22. ↑  G1 https://web.archive.org/web/20140813060348/http://g1.globo.com/Noticias/Musica/0,,MUL1075170-7085,00-CARRIE+UNDERWOOD+GANHA+MAIOR+PREMIO+DA+MUSICA+COUNTRY+DOS+EUA.html#. Arquivado do original em 13 de agosto de 2014 Em falta ou vazio |título= (ajuda)
23. ↑  «The 36th Annual People's Choice Awards». People's Choice Awards (em inglês). Consultado em 15 de Novembro de 2009. Arquivado do original em 3 de dezembro de 2009
24. ↑  Gail Mitchell (18 de maio de 2010). «Lady Gaga, Jason Derulo, JR Rotem Share BMI Songwriter Award». Billobard. Consultado em 18 de maio de 2010
25. 1 2 3 4 5  «BMI Honors Carrie Underwood at 69th Annual NAB Dinner in Las Vegas». BMI.com. 26 de abril de 2017
26. ↑  «Hank Williams, Jr., Taylor Swift, Casey Beathard, Sony/ATV Earn Top BMI Country Honors». Broadcast Music, Inc. 11 de novembro de 2008. Consultado em 25 de janeiro de 2015
27. ↑  «Kris Kristofferson, Taylor Swift, Bobby Pinson, and More Honored at 2009 BMI Country Awards». Broadcast Music, Inc. 11 de novembro de 2009. Consultado em 16 de junho de 2015
28. ↑  «Taylor Swift, Liz Rose, Billy Sherrill & More Honored at 2010 BMI Country Music Awards». Broadcast Music, Inc. 10 de novembro de 2010. Consultado em 25 de janeiro de 2015
29. ↑  «Bobby Braddock, Rhett Akins, Dallas Davidson, Sony/ATV & More Honored at 2011 BMI Country Awards». Broadcast Music, Inc. 9 de novembro de 2011. Consultado em 25 de janeiro de 2015
30. ↑  «2013 BMI Country Awards Honor Dillon, Clawson, Hayes, Verges and Others». Broadcast Music, Inc. 6 de novembro de 2013. Consultado em 25 de janeiro de 2015
31. ↑  «2014 BMI Country Awards». BMI
32. ↑  «2015 BMI Country Awards». BMI
33. ↑  «Kenny Chesney Receives BMI President's Award at the 2016 BMI Country Awards». BMI.com. 2 de novembro de 2016. Consultado em 6 de dezembro de 2016
34. ↑  «British Country Music Awards 2013». Official Sony Nashville UK Twitter Account
35. ↑  «Past Winners». Country Music Association Awards. Consultado em 5 de setembro de 2014. Arquivado do original em 6 de setembro de 2014
36. ↑  «Cópia arquivada». Consultado em 10 de fevereiro de 2015. Arquivado do original em 29 de dezembro de 2013
37. ↑  «Cópia arquivada». Consultado em 25 de fevereiro de 2013. Arquivado do original em 31 de janeiro de 2013
38. ↑  «News : CMT Artists of the Year Taping Honors Five of Country Music's Finest Acts». CMT. 1 de dezembro de 2010. Consultado em 7 de outubro de 2013
39. ↑  «News : 2012 CMT Artists of the Year Revealed». CMT. 9 de dezembro de 2012. Consultado em 7 de outubro de 2013
40. ↑  «Carrie Underwood Is Now The Most Awarded Artist In CMT History». Forbes. 7 de junho de 2017
41. ↑  «CMT Online Awards 2008 : About the Series». CMT.com. Consultado em 7 de outubro de 2013
42. ↑  «CMT Teddy Awards: CMT Celebrates Valentine's Day : Special Main». CMT.com. Consultado em 7 de outubro de 2013
43. ↑  «2012 CMT Teddy Awards : Best Cheating Video : Vote Now». Cmt.com. Consultado em 7 de outubro de 2013
44. ↑  «2012 CMT Teddy Awards : Best Use of Lingerie : Vote Now». Cmt.com. Consultado em 7 de outubro de 2013
45. ↑  «Cópia arquivada». Consultado em 6 de janeiro de 2011. Arquivado do original em 12 de janeiro de 2011
46. ↑  «French Country Music Awards Winners Announced». Theboot.com. 27 de outubro de 2010. Consultado em 7 de outubro de 2013
47. ↑  «Chris Tomlin Tops Dove Awards». Billboard. 30 de março de 2013. Consultado em 7 de outubro de 2013
48. ↑  «About The Opry». Opry.com. Consultado em 7 de outubro de 2013
49. ↑  «Grand Ole Opry». Country Music Hall of Fame. Consultado em 7 de outubro de 2013. Arquivado do original em 24 de setembro de 2013
50. ↑  «Carrie Underwood Inducted As Newest Member of the Opry by Garth Brooks - See the Moment! Upload Your Personal Congratulations Video at My.Opry.com!». Opry.com. Consultado em 7 de outubro de 2013. Arquivado do original em 27 de janeiro de 2013
51. ↑  Ryan, Patrick (2 de maio de 2014). «iHeartRadio Music Awards: 5 things you need to know». USA Today. Consultado em 14 de fevereiro de 2015
52. ↑  Lynch, Joe (9 de fevereiro de 2016). «iHeartRadio Music Awards Announce 2016 Nominees, Performers & New Categories». Billboard. Consultado em 18 de março de 2016
53. ↑  «2006 Award Winners | Faith, Family & Country». Faithfamilycountry.com. Consultado em 7 de outubro de 2013
54. ↑  «Carrie Underwood Wins At Inspirational Country Music Awards». Billboard. Consultado em 7 de outubro de 2013
55. ↑  «2014 Award Winners | Faith, Family & Country». Faithfamilycountry.com. Consultado em 16 de outubro de 2014
56. ↑  «Music Row Awards Go To...». All Access
57. ↑  «Napster Announces Winners of Digital Music Awards». PRNewswire
58. ↑  «Carrie Underwood Receives Nashville Symphony's Harmony Award». CMT
59. ↑  «Inductees». Omhof.com. 3 de outubro de 1983. Consultado em 7 de outubro de 2013. Arquivado do original em 22 de novembro de 2013
60. ↑  McDonnell, Brandy (12 de agosto de 2009). «Carrie Underwood, other Oklahoma Music Hall of Fame honorees to be lauded | News OK». Blog.newsok.com. Consultado em 7 de outubro de 2013. Arquivado do original em 29 de janeiro de 2013
61. ↑  «Phoenix Film Critics Name THE KINGS SPEECH Best Film of 2010». Phoenix Film Critics Society. Consultado em 18 de agosto de 2011. Arquivado do original em 3 de novembro de 2013
62. ↑  «22nd Anniversary Pollstar Awards Categories». Pollstar
63. ↑  «Luke Bryan Hits Jackpot at American Country Awards». Billboard. Consultado em 7 de outubro de 2013